# Église Saint-Michel de Jalhay
L'église Saint-Michel est une église catholique située à Jalhay, commune de la province de Liège en Belgique. 
Une première église du XVIe siècle, qui remplaçait une ancienne chapelle, fut détruite dans un incendie en 1835. 
Rebâtie vers 1840, l'église paroissiale possède un des onze clochers tors recensés en Belgique.

## Historique
C'est en 1514 que Jean Groulart fit construire, à l'emplacement de l'ancienne chapelle Saint-Michel, une église paroissiale dont subsiste encore la tour.
L'église fut pillée en 1583 puis détruite en 1835 par un incendie qui ravagea le centre du bourg et détruisit, outre l'église, soixante-sept maisons, la maison de ville, l'école et le château.
L'église a été rebâtie vers 1840 dans son aspect actuel et consacrée en 1841. Lors de ces travaux, le clocher a été reconstruit volontairement tors. Il est inscrit à l'Association des Clochers tors d'Europe, comme le précise un panneau planté devant l'église.

## Architecture

### La tour carrée
De l'église du XVIe siècle subsiste une tour carrée en moellons de grès assemblés en appareil, renforcée de chaînages d'angle en pierre calcaire et d'ancres de façade en forme de lettre S.
La face sud de la tour est percée, juste sous la corniche, de baies géminées à encadrement de pierre calcaire, séparées par une colonnette octogonale. Au même endroit, on trouve sur la face nord une baie carrée à encadrement de pierre calcaire. La face principale de la tour, à l'ouest, n'est percée que de trois minuscules baies carrées alignées verticalement.

### Le clocher tors
Cette tour carrée est surmontée d'une flèche torse octogonale d'une hauteur de 20 m, qui tourne de gauche à droite de 1/8e de tour.
La légende raconte qu'un jour d'hiver où il était tombé beaucoup de neige au point de recouvrir entièrement le village, un paysan s'était égaré avec sa vache. Voyant dépasser la pointe du clocher de l'immensité blanche, il y attacha sa vache, puis partit chercher du secours. Il mit si longtemps à revenir que le brave animal s'était mis à tourner en rond. Quand plusieurs jours plus tard la neige eut fondu, le clocher était tordu.

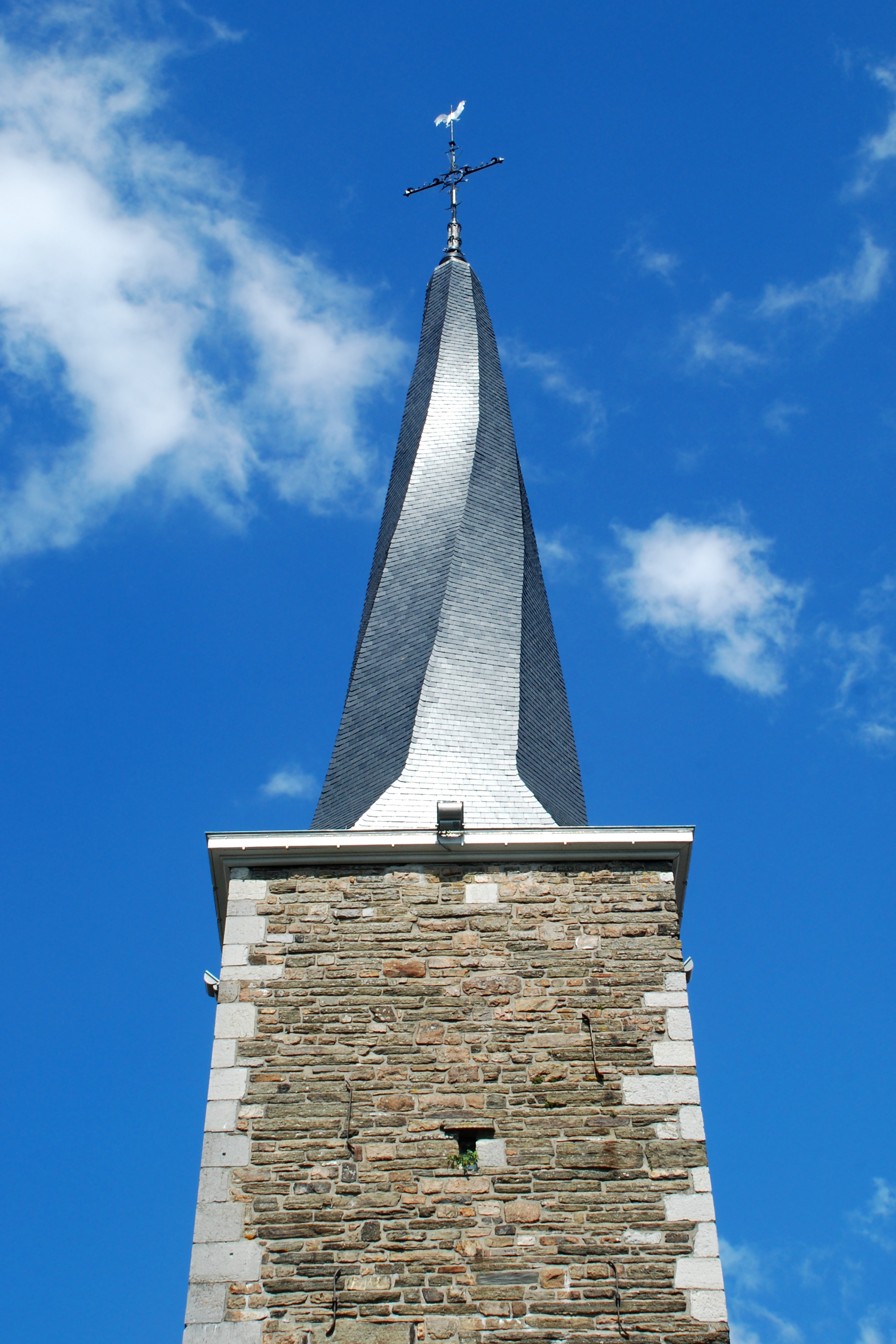
Le clocher tors de 1840.
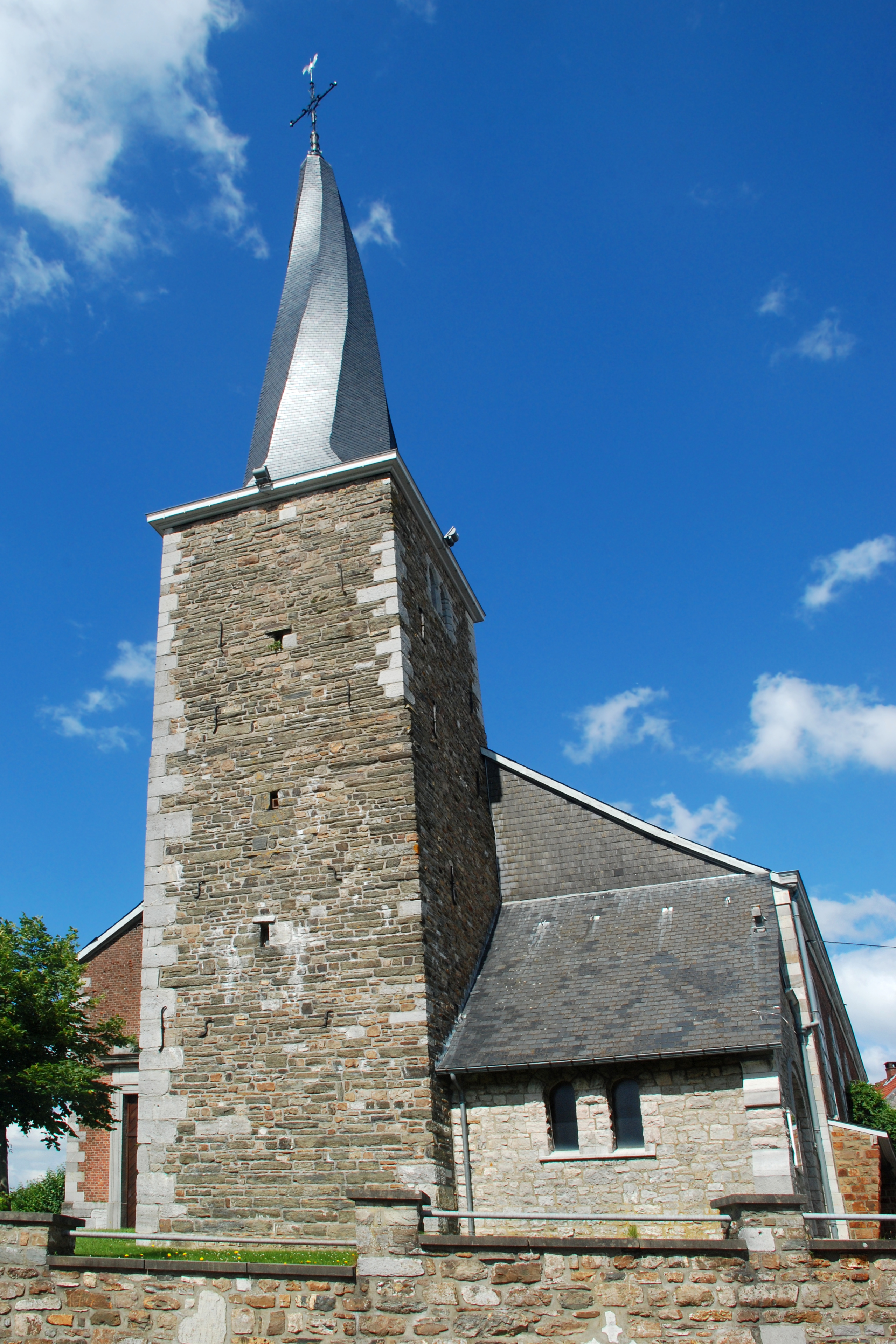
La tour du XVIe siècle surmontée du clocher tors de 1840 avec le porche néo-roman à droite.
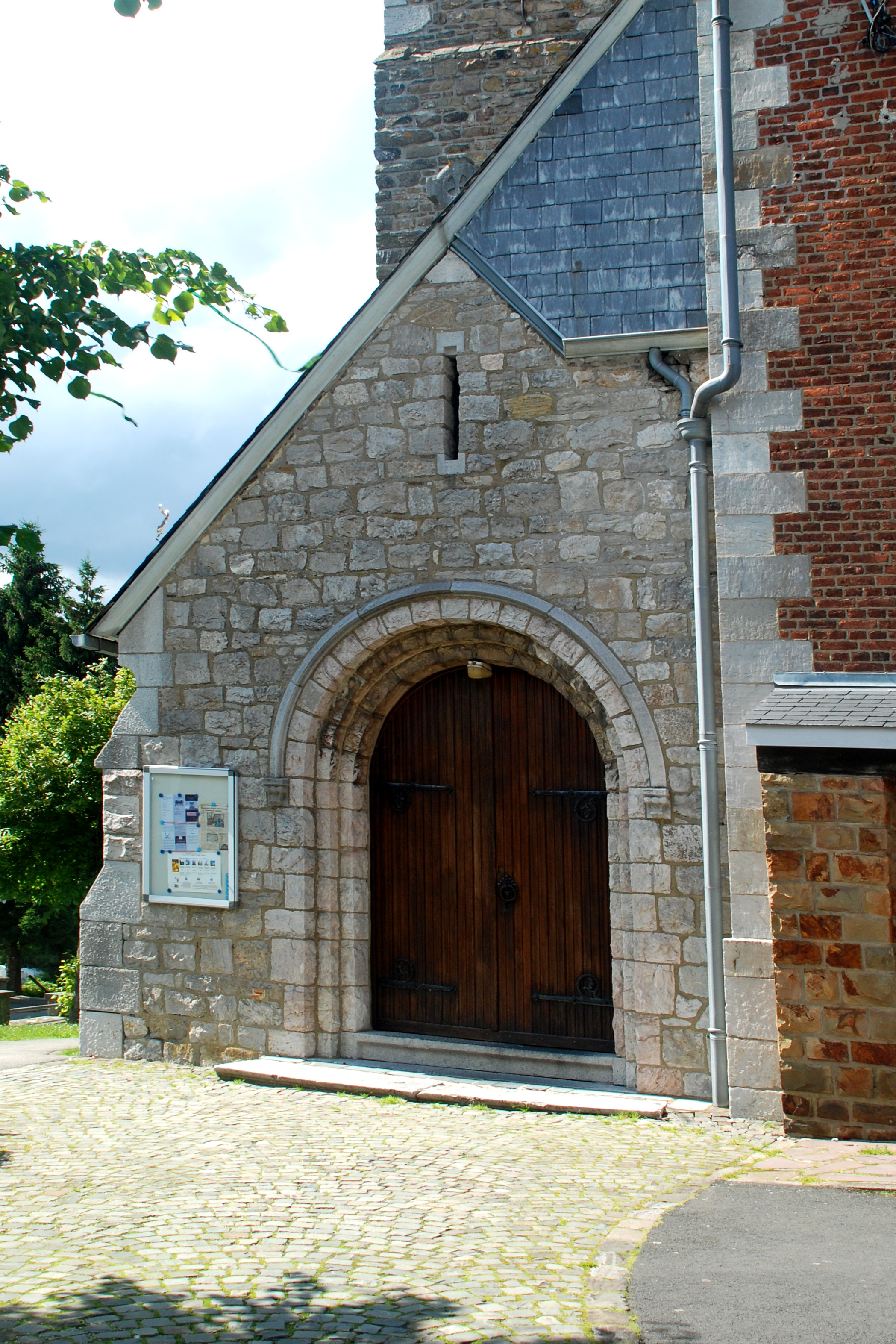
Le porche de style néo-roman.

### La nef et le chevet néo-classiques
Les façades latérales de la nef présentent un style néo-classique sobre et austère : édifiées en briques de couleur rouge foncé, elles sont percées de cinq grandes baies cintrées aux piédroits harpés.
Le chevet semi-circulaire, également en briques, est précédé d'une travée de chœur profonde, percée seulement de petite baies semi-circulaires placées très haut.